# Титс, Жак
Жак Титс (фр. Jacques Tits; 12 августа 1930 — 5 декабря 2021) — французский математик бельгийского происхождения, специалист в области алгебры и геометрии, лауреат крупнейших международных премий.

## Биография
Жак Титс родился в 1930 году в Уккеле. Учился в Брюссельском свободном университете, в 1950 году защитил диссертацию на тему «Généralisation des groupes projectifs basés sur la notion de transitivité».
В 1956—1964 годах Жак Титс преподавал в Брюссельском свободном университете (где в 1962 году стал профессором), в 1964—1974 — в Боннском университете. В 1973 году Коллеж де Франс пригласил его возглавить кафедру теории групп. Жак Титс согласился и, так как по закону в то время преподавать там могли лишь граждане Франции, принял в 1974 году французское гражданство. С 1974 года он работал в Коллеж де Франс, пока в 2000 году не оставил пост в связи с преклонным возрастом.
Скончался 5 декабря 2021 года.

## Награды
- 1993 — Премия Вольфа по математике
- 1996 — Медаль Кантора
- 1996 — орден «Pour le Mérite»
- 2008 — Абелевская премия (совместно с Джоном Томпсоном)